# Klemens Ludwig
Pour les articles homonymes, voir Ludwig.
Klemens Ludwig, né le 23 décembre 1955 à Suttrop (maintenant Warstein), Sauerland et mort le 11 décembre 2022, est un astrologue et écrivain allemand spécialiste de l'Asie. En 1986, il visité pour la première fois le Tibet et s'y est rendu à plusieurs reprises avant de se voir refuser son visa par les autorités chinoises en 2004. Il a des liens étroits avec la communauté tibétaine en exil dans le nord de l'Inde, au Népal et en Suisse. De 1994 à 2000, il a été président de l'association Tibet Initiative Deutschland. Il a publié de nombreux livres et articles.

## Mort
Atteint depuis mai 2021 de sclérose latérale amyotrophique, il meurt le 11 décembre 2022.

## Récompenses
En 1995, il a reçu le « Media Prize Astrology » de l'Association allemande des astrologues pour ses efforts vers une « présentation objective du sujet de l'astrologie ». Il a également été nommé membre honoraire de la Société pour les peuples menacés.

## Publications
- (de) Astrologie in der Kunst - 4000 Jahre kosmische Harmonie und Ästhetik, Tübingen 2013
- (de) Gendün - Die Rückkehr des Panchen Lama (avec Holm Triesch), Gießen, 2012,  (ISBN 3938946229)
- (de) Die Opferrolle. Der Islam und seine Inszenierung, München 2011
- (de) Die Schwarze Hofmännin: Ein Bauernkriegsroman, Knecht Verlag, 2010
- (de) Vielvölkerstaat China - Die nationalen Minderheiten im Reich der Mitte, München 2009, Becksche Reihe
- (de) Wenn der Eisenvogel fliegt - Tibeter im Exil - Nymphenburger, 2008
- (de) Das große Handbuch der Astrologie (avec Daniela Weise), Krummwisch bei Kiel, 2008
- (de) Dalai Lama – Botschafter des Mitgefühls, München, 2008  (ISBN 9783406568343)
- (de) Das Horoskop meines Kindes. Kinder in ihrer Einzigartigkeit verstehen und unterstützen, München 2001
- (de) Das große Lexikon der Astrologie (avec Daniela Weise), Niedernhausen 2001
- (de) Perspektiven für Tibet, München 2000
- (de) Lettland - Eine Länderkunde, München 2000
- (de) Estland - Eine Länderkunde, München 1999
- (de) Tibet: Schönheit - Zerstörung - Zukunft (avec Franz Alt), Frankfurt, 1998,  (ISBN 352469117X)
- (de) Der Weg zum Potala, Ein Roman aus dem alten Tibet, Gießen 1997
- (de) Birma - Eine Länderkunde, München 1997
- (de) Osttimor – Der zwanzigjährige Krieg, Reinbek 1996
- (de) Ethnische Minderheiten in Europa. Ein Lexikon, München 1995
- (de) Phantom Atom. Abgründe der Atomtechnologie und Wege aus der Gefahr (avec Susanna Voigt), Gießen 1993
- (de) Flüstere zu dem Felsen. Die Botschaft der Ureinwohner der Erde zur Bewahrung der Schöpfung, Freiburg 1993
- (de) Europa zerfällt, Völker ohne Staaten und der neue Nationalismus, Reinbek 1993
- (de) Augenzeugen lügen nicht. Journalistenberichte: Anspruch und Wirklichkeit, München 1992
- (de) Das Baltikum - Eine Länderkunde, München 1991
- (de) Tibet - Glaube gegen Gewehre, Essen 1991
- (de) Der neue Tourismus, München 1990
- (de) Tibet klagt an (avec Petra Kelly et Gert Bastian), Wuppertal, 1990,  (ISBN 3872944266)
- (de) Tibet - Eine Länderkunde, München, 1989
- (de) Lebenslieder - Todesklagen, Ein Lesebuch vergessener Völker, Wuppertal 1988
- (de) Bedrohte Völker. Ein Lexikon nationaler und religiöser Minderheiten, München, 1985
- (de) Osttimor – Das vergessene Sterben, Göttingen 1985